# Монтес-де-Ока (кантон)
Монтес-де-Ока (исп. Montes de Oca) — кантон в провинции Сан-Хосе Коста-Рики.

## География
Находится на севере провинции. Граничит на юго-востоке с провинцией Картаго. Административный центр — Сан-Педро.

## Округа
Кантон разделён на 4 округа:
1. Сан-Педро
2. Сабанилья
3. Мерседес
4. Сан-Рафаэль